# 拜丽芳
拜丽芳（1978年1月5日—），中国足球运动员，中国国家女子足球队成员。曾代表中国国家队参加2000年夏季奥林匹克运动会女子足球比赛，最终获得第五名。